# Midtangel Kommune
Midtangel (dansk) eller Mittelangeln (tysk) er en kommune beliggende centralt i Angel i det nordøstlige Sydslesvig. Administrativt hører kommunen under Slesvig-Flensborg kreds i den nordtyske delstat Slesvig-Holsten. Kommunen samarbejder på administrativt plan med nabokommuner Sørup og Snarup-Tumby i Midtangel kommunefællesskab (Amt Mittelangel). I kirkelig henseende strækker sig Midtangel under Satrup og Hafetoft Sogne. Sogne lå i Satrup, Strukstrup og Mårkær Herreder, da området tilhørte Danmark.
Kommunen opstod i 2013 ved sammenlægning af Satrup, Havetoftløjt og Ryde kommuner.

## Geografi
Kommunen består overvejende af et bølget-bakket morænelandskab med landbrug og spredte skovområder, torvemose og hedestrækninger. Større skovområder er Hisskov, Satrup-Kirkeskov, Obdrup Skovkobbel, Hareskov, Jeslund el. Jeslundkobbel og de tidligere dansk-kongelige skove Obdrup Skov og Rebbjergskov (den sydvestlige del kaldes for Svendholt). De tre syd for Bondeåen beliggende skovområder Obdrup Skovkobbel, Hareskov med Jeslund og L. Skovkobbel med Nørrskov og Degneng blev 2014 udpeget som habitatområde under det fælleseuropæiske Natura 2000-projekt. Større moseområder er Satrup Mose (øst for Satrup og syd for Satrupholm) og Hegemose (øst for Havetoftløjt, på tysk Hechtmoor).

## Landsbyer og bebyggelser
Satrup sogn:

Landsbyer i Satrup sogn er Satrup (med sognekirken), Ryde in den østlige og Esmark i den sydlige del af sognet. Dertil kommer en række mindre bebyggelser og steder. Den største del af sognet hørte til Satrup Herred, den østlige del med byen Ryde hørte til Strukstrup Herred, enkelte steder i Lille Ryde og Ryde-Sønderskov til Mårkær Herred, alle Gottorp Amt.
- Bondebro (på tysk: Bondebrück)
- Bregentved (en tidligere fattigarbeidshus)
- en del af Dragerbro med Ravnekilde (Rabenkiel)
- Esmark
- Esmarkholm
- Esmarkvesterskov
- Esmarksøndermark
- Gruskule
- Hatteshus, tidligere Hartvigshus [1] (Hatteshuus)
- Hegnebjerg (Heineberg)
- Kaalmark (Kohlfeld)
- Kristelhøj
- Lille Ryde (Klein Rüde)
- Mindgab (Mingab)
- Mosevad (Mooswatt)
- Nakholt (Nackholz)
- Obdrup med Obdrup Skov, Hisskov og Nakskov
- Obdruppgade
- Obdrupgaard
- Rebbjerg (også kaldt Rebjerg eller Oksekobbel-Svapersgade, Rehberg)
- Rebbjerggade med Okskobbel
- Rugkobbel
- Ryde (se → Lille og Store Ryde, tidligere også Rydde, Rüde)
- Rydegade (Rüdestraße) med Magerskov (Mauenholz)
- Ryde Sønderskov
- Satrup
- Satrupholm
- Satrup Mølleskov (Mühlenholz)
- Satrupkirkeskov (Satrupkirchenholz)
- Store Ryde (Groß Rüde)
- Stisholt (Stießholz)
- Tranholm
- Vandpyt

Havetoft sogn:

Kun den østlige del af Havetoft sogn hører til Midtangel Kommune. Sognets vestlige del med kirkebyen Havetoft hører til Havetoft, sognets sydvestlige del til Klapholt kommune. Landsbyer i Midtangel Kommune er Torsballe, Havetoftløjt og Damholm. Dertil kommer en række mindre bebyggelser og steder. Byerne i den østlige del hørte til Satrup Herred i Gottorp Amt.
- Bondsbøl (Bunsbüll) med Bondsbølgaard og Bondsbølgade (Bunsbüllstraße)
- Damholm (Dammholm)
- Havetoftløjt (tidligere Løjt, Havetoftloit)
- Hyholt (Hüholz)
- en del af Nørreskjel (Nordscheide)
- Svinholm (Schwienholm)
- Torsballe (Torsballig) med Torsballesønderskov, Torsballenørreskov og Torsballeøsterskov
- Torsskjeld el. Torskel (Tordschell)